# Mörtesjön (Bottnaryds socken, Småland)
Mörtesjön är en sjö i Jönköpings kommun i Småland och ingår i Nissans huvudavrinningsområde.